# Robert Goławski
Robert Goławski (ur. 7 kwietnia 1998) – polski chodziarz sportowy.

## Kariera sportowa
W latach 2014–2019 zajmował miejsca medalowe w kategoriach juniorskich, w tym zdobył halowe mistrzostwo Polski juniorów młodszych na dystansie 5000 m.
W 2017 roku reprezentował Polskę na pucharze Europy w czeskich Podiebradach, gdzie w chodzie na 10 km juniorów zajął 24. miejsce, a Polska w drużynie osiągnęła 7. pozycję.
W 2021 roku zdobył brązowy medal mistrzostw Polski w chodzie na 50 km na zawodach rozegranych w słowackich Dudincach.
Pracuje w Państwowej Straży Pożarnej. W 2022 roku wywalczył złoty medal w chodzie na 5000 m na Światowych Igrzyskach Policjantów i Strażaków.
W latach 2010–2022 reprezentował klub WLKS Nowe Iganie. Trenerem był Janusz Goławski.

## Osiągnięcia

### Seniorzy – krajowe
| Rok  | Impreza                     | Miejsce | Konkurencja   | Pozycja    | Wynik   |
| ---- | --------------------------- | ------- | ------------- | ---------- | ------- |
| 2021 | Mistrzostwa Polski seniorów | Dudince | chód na 50 km | 3. miejsce | 4:40:48 |

### Juniorzy – krajowe
| Rok  | Impreza                                      | Miejsce | Konkurencja      | Pozycja    | Wynik    |
| ---- | -------------------------------------------- | ------- | ---------------- | ---------- | -------- |
| 2014 | Halowe mistrzostwa Polski juniorów młodszych | Spała   | chód na 5000 m   | 1. miejsce | 23:51,06 |
| 2015 | Mistrzostwa Polski juniorów młodszych        | Wrocław | chód na 10 km    | 2. miejsce | 48:17,08 |
| 2015 | Halowe mistrzostwa Polski juniorów młodszych | Toruń   | chód na 5000 m   | 2. miejsce | 23:00,88 |
| 2015 | Mistrzostwa Polski juniorów młodszych        | Łódź    | chód na 10 km    | 2. miejsce | 49:48,12 |
| 2017 | Mistrzostwa Polski juniorów                  | Toruń   | chód na 10 000 m | 2. miejsce | 47:43,72 |
| 2019 | Mistrzostwa Polski młodzieżowców             | Gdańsk  | chód na 20 km    | 2. miejsce | 1:41:19  |